# كريستوفر بارو
كريستوفر بارو (6 فبراير 1982 في المملكة المتحدة - ) (بالإنجليزية: Christopher Barrow)‏ هو لاعب كريكت بريطاني. لعب مع Lancashire Cricket Board ‏.

## وصلات خارجية
- كريستوفر بارو على موقع إي آس بي آن كريك إنفو (الإنجليزية)